# Хронос (сайт)
Интерне́т-прое́кт «Хро́нос» — некоммерческий веб-сайт, существующий с 2000 года и созданный Вячеславом Румянцевым. Крупнейший (на 2009 год) в России исторический портал содержит материалы, относящиеся к российской и мировой истории. Его ежедневная посещаемость составляет более пяти тысяч человек.

## История
Проект «Хронос» (Всемирная история в интернете) был запущен в работу 20 января 2000 года. Замышлялся как исторический проект, на страницах которого были бы отражены все значимые проблемы всемирной истории, причём, с освещением всех основных точек зрения по каждой исторической проблеме.
Основные рубрики проекта:
- Библиотека,
- Исторические источники,
- Биографический указатель,
- Предметный указатель,
- Генеалогические таблицы,
- Страны и государства,
- Религии мира,
- Статьи на исторические темы,
- Методика преподавания и др.

В рамках проекта действует несколько электронных литературных изданий:
- «Молоко». Русский литературный журнал. Главный редактор Лидия Сычёва.
- «Русская жизнь». Дружелюбное обозрение. Главный редактор Юрий Нечипоренко.
- «Парус». Журнал любителей русской словесности. Главный редактор Ирина Гречаник.
- «Приокские зори». Главный редактор Алексей Яшин.

Ряд других, некоторые из которых являются электронными версиями бумажных изданий.
Через 10 лет работы из проекта было выделено несколько тематических сайтов, связанных с базовыми доменами системой гиперссылок. Это сайты:
- Славянство. Форум славянских культур[3].
- Румянцевский музей (библиотека Хроноса)[4].
- Этноциклопедия[5].
- Апсуара (история и культура Абхазии)[6].
- Первая мировая война[7].

Действует Форум Хроноса.
Кроме публикации электронных текстов (в том числе в специальном формате для электронных читающих устройств), а также размещения аудио- и видеофайлов, портал проводит виртуальные презентации печатных изданий. Практикуется публикация оглавлений и избранных глав, что позволяет читателю сначала понять ценность той или иной книги, прежде чем предпринимать шаги по её приобретению. Особенно это важно для малотиражных книг, выпускаемых региональными издательствами.

## Участники проекта
- Руководитель и редактор проекта — Вячеслав Румянцев.

## Преследования
19 июня 2009 года интернет-ресурс был закрыт без суда по требованию петербургского ГУВД (отдел «К» ГУВД Санкт-Петербурга и Ленобласти, занимающийся борьбой с преступлениями в сфере высоких технологий), за публикации конспекта на книгу «Mein Kampf» Адольфа Гитлера. По версии основателя сайта и его главного редактора Вячеслава Румянцева, истинной причиной закрытия стала критика губернатора Санкт-Петербурга Валентины Матвиенко, которая была приведена в опубликованной 16 июня на сайте статье по поводу решения губернатора сократить пособие блокадникам. По этому поводу свой протест российским властям выразила группа британских учёных, включая историка, специалиста по русской истории Орландо Файджеса и поэта, переводчика с русского и других языков Роберта Чандлера. Вскоре сайт снова заработал, а доступ к книге Гитлера был закрыт.